# Distrito de Santiago de Lucanamarca
El distrito de Santiago de Lucanamarca es uno de los cuatro distritos en que está dividida la provincia de Huanca Sancos, en el departamento de Ayacucho, en el Perú. Con una población de 2.675 habitantes, es mundialmente conocido por la masacre de Lucanamarca, acaecida en 1983.

## Contexto geográfico
Santiago de Lucanamarca está ubicado en el departamento de Ayacucho, y su vía de acceso lo comunica a 4  horas de viaje con su capital, Huamanga o Ayacucho, distante 180 km. Está formado por los anexos de:
- Carmen de Alanya
- San Juan De Uyma
- San José de Huarcaya
- San Antonio de Julo
- Santa Rosa de Ccocha
- La Merced de Tío
- Asunción de Erpa
- San Martín de Tiopampa
- Señor de luren

Localizado a 3.489 m s. n. m. en la vertiente oriental de la cordillera de los Andes, en una zona de profundos valles interandinos, abruptas cordilleras y antiguos glaciares. Situado en un terreno de difícil acceso, muchas de sus zonas pobladas están ubicadas en las laderas de montañas. Su situación geográfica es 13°47′38″S 74°22′33″O / -13.79389, -74.37583.

## Población

### Censo
Según el censo de 2007, el distrito tenía una población censada de 2.675 habitantes, correspondientes a 1.285 hombres y 1.390 mujeres, lo que arroja una densidad de población de 4,06 hab/km². De esta población, 1.177 personas viven en núcleo urbano, y 1.498 lo hacen en el campo o la montaña. Su promedio de edad es de 26,3 años, y solo el 9,1% de la población tiene 60 o más años.

### Educación
El 76,6% de sus habitantes en edad escolar se encuentran integrados en el sistema educativo regular, y la tasa de analfabetismo entre los adultos es del 25,0%. El distrito cuenta con 3 instituciones educativas rurales, ubicadas en San Antonio de Julo, La Merced de Tío y San Martín de Tiopampa.

### Lengua
Porcentaje de lenguas habladas en Lucanamarca:
- Lenguas nativas quechua: 95,6% de la población.
- Castellano: 4,2%.

### Nivel de vida
La población de Lucanamarca es víctima de un notable abandono por parte de las instituciones, y sus habitantes se encuentran por debajo del umbral de la pobreza.
Según el censo, en el distrito existen 1063 aparatos de radio, 784 televisores y 344 teléfono. El aislamiento físico a que se encuentra sometido Lucanamarca provoca que tenga limitados servicios administrativos y médicos. Así, no dispone de puesto policial, servicios médicos fijos ni veterinario. Por el nivel de vida de su población y el limitado acceso a servicios esenciales, es considerada una "zona marginal".

## Economía
Su población económicamente activa es de 786 personas, de la que el 82,8% se dedican a la agricultura y la ganadería, y un ínfimo porcentaje a actividades como la construcción y el comercio.
Dentro de la actividad agrícola, el cultivo más importante es el de la papa, y en menor medida, el de alfalfa, siendo el primero principalmente de autoconsumo y el segundo como alimento de ganado. La cabaña ganadera tiene bastante importancia, siendo la de ganado ovino la más destacada, seguida de lejos por la de vacuno.
Su población se ocupa también de la construcción de su propia carretera, a través de una minka (trabajo comunitario), que trabaja en la carretera que conduce a Ica.

## Historia
Lucanamarca fue reconocida como comunidad el 4 de noviembre de 1941. El distrito de Santiago de Lucanamarca nació el 29 de enero de 1965, cuando es promulgada la Ley No. 15410 de organización territorial, por la que el anexo Lucanamarca pasa a la categoría de distrito del Perú con el nuevo nombre.
La historia del distrito quedó marcada por la masacre de Lucanamarca, los terribles sucesos acaecidos el 3 de abril de 1983, cuando un contingente de 60 integrantes del grupo terrorista maoísta Sendero Luminoso entraron en los pueblos y mataron a 69 campesinos, entre los que estaban incluidos 18 niños y 11 mujeres, como escarmiento por su oposición al grupo terrorista. Algunos de los líderes de Sendero Luminoso fueron condenados a cadena perpetua por este suceso. Esta matanza ha condicionado desde entonces la historia de la localidad, recogida en una película documental (Lucanamarca) en 2009. Desde entonces, el pueblo quedó prácticamente deshabitado hasta 1995, en que comenzó el regreso de refugiados y desplazados. Algunas instituciones han solicitado al estado la inmediata puesta en marcha del PIR (Programa Integral de Reparaciones) a pueblos afectados por la violencia político-social, en especial Lucanamarca.

## Lugares de interés
- Puente de Incapa Chacan: Puente natural de roca caliza sobre el río Anccas, a una hora de camino a pie desde Santa Rosa de Ccocha.[7]
- Mina de Ccollpapata: Antigua mina de oro de la época del Virreinato del Perú.
- Monumento a las víctimas: Pirámide inaugurada el 3 de abril de 2007 en homenaje a las víctimas de la masacre de 1983.[6]
- Sitio arqueológico Ccochas: yacimiento arqueológico preinca, en muy mal estado de conservación.